# Бачванська говірка
Див. також статтю Бачвансько-русинська мова.
Бачва́нська гові́рка — мова русинських переселенців у Бачці та Сремі. 
Бачванська говірка культура центру Бачки — Руського Керестура від 1904 й зокрема після 1-ї світової війни стала основою окремої бачванської (“рускої”) літературної мови. 
Бачванська говірка — перехідно-мішаний русинсько-польсько-словацький діалект (з перевагою словацьких елементів) з багатьма угорськими, німецькими й недавніми лексичними сербськими запозиченнями. Найважливіші особливості: збереження праслов’янських звукосполук dl, tl, gv, kv і назвучного іе- (ведол, ведла, “вів, вела”, гвізда “зірка”, йешень “осінь”, але: озеро); ц, дз на місці праслов’ян звукосполук tt, kť, di (ноц “ніч”, медзі “між”) і на місці пом’якшених дь, ть (шедзіц “сидіти”); форми типу: штредньі “середній”, крава “корова”, младі “молодий” — поруч: млоді “жених”, соловей; пом’якшена вимова передньоязикових приголосних перед праслов’янськими ę, ĕ, e, і, ь (ньесц “нести”); і на місці праслов’янських у та і (сін “син”); група ар на місці праслов’янського r (карчма “корчма”); групи ол, оў, лу на місці праслов’янських l й l' (полні “повний”, воўк, длугі “довгий”); сліди словацької часо-кількості в рефлексуванні праслов’ян. ę, ě, e: довгі (під новоакутовою інтонацією) заступлені тут як: йа, і, і, (пйаті “п’ятий”, білі “білий”, пірко “перце”), — короткі як: е (пейц “п’ять”, белаві “білявий” перо); у, о, е на місці праслов’янського о і сильних ъ, ь (дуп “дуб”; сон; дзень “день”); групи ір, рі, ре, лі, льі на місці праслов’ян сполук г, l + ъ, ь (тірвац “тривати”, бліха “блоха”); ш, ж на місці пом’якшених сь, зь (також у групах приголосних) (шерцо “серце”); зникнення -ть у формах 3-ї особи теперішнього часу дієслів (чіта, чітаю “читає, -ють”); змішання закінчень прикметників чоловічого і середнього роду в орудному й місцевому відмінку однини; наголос на передостан. складі слова; міжслівна фонетика типу: зроп то “зроби це”, сноб жіта “сніп збіжжя”; закінчення: -ох: в родовому множини іменників (сінох “синів”, женох “жінок”, местох “місць”); -ем, -ам, -ім в 1-й особі однини теперішнього часу дієслів (вйажем “в’яжу”, чітам “читаю”, робім “роблю”); -ме в 1 особі множини (чітаме “читаємо”); форми минулого часу типу: чітал сом, — ші, чітал, чіталі зме, — сце, чіталі “я читав...”; зникнення категорії родовости в множині прикметників.